# Evan Gamble
Evan Gamble (* 28. Juli 1981 in Texas) ist ein US-amerikanischer Schauspieler.

## Leben
Gamble wuchs in Houston auf und besuchte nach seiner Schulzeit die University of Texas at Austin, wo er den Bachelor of Arts in Werbung erhielt. Er debütierte 2006 in einer Episode der Fernsehserie Prison Break als Schauspieler.  In der Folge übernahm er Rollen in verschiedenen Kurz- und Fernsehfilmen. 2010 und zwischen 2016 und 2017 verkörperte er die Rolle des Henry Wattles in der Fernsehserie Vampire Diaries. Von 2012 bis 2013 übernahm er eine Rolle in der Webserie Wild Cards: The Web Series, ab demselben Jahr bis 2016 übernahm er verschiedene Rollen in der Fernsehserie Meanwhile.... Größere Rollen übernahm er von 2017 bis 2018 in der Fernsehserie Hap and Leonard, 2018 in Fear the Walking Dead und Deadwax im selben Jahr.

## Filmografie
- 2006: Prison Break (Fernsehserie, Episode 2x06)
- 2007: God's Work (Kurzfilm)
- 2007: Girl, Positive (Fernsehfilm)
- 2008: Living Proof (Fernsehfilm)
- 2008: Alamo Gold
- 2009: Gary – Der Tennis Coach (Balls Out: Gary the Tennis Coach)
- 2009: Future Farmer (Kurzfilm)
- 2009: Having My Baby
- 2010: Brotherhood – Die Bruderschaft des Todes (Brotherhood – Are you in or out)
- 2010: In Plain Sight – In der Schusslinie (In Plain Sight) (Fernsehserie, Episode 3x09)
- 2010: Drop Dead Diva (Fernsehserie, Episode 2x09)
- 2010–2017: Vampire Diaries (The Vampire Diaries) (Fernsehserie, 5 Episoden)
- 2011: Craigslist Audition (Kurzfilm)
- 2011: Criminal Damage (Kurzfilm)
- 2011: A Good Day (Kurzfilm)
- 2011: Dream in the Dark (Kurzfilm)
- 2012: You're Gonna Make It (Kurzfilm)
- 2012: Applebaum (Fernsehfilm)
- 2012–2013: Wild Cards: The Web Series (Webserie, 6 Episoden)
- 2012–2016: Meanwhile... (Fernsehserie, 10 Episoden, verschiedene Rollen)
- 2013: Navy CIS: L.A. (NCIS: Los Angeles) (Fernsehserie, Episode 4x14)
- 2013: Mad Men (Fernsehserie, Episode 6x04)
- 2013: Aura (Kurzfilm)
- 2013: Under the Dome (Fernsehserie, Episode 1x09)
- 2014: Killer Party
- 2014: Navy CIS: New Orleans (NCIS: New Orleans) (Fernsehserie, Episode 1x03)
- 2014: American Sniper
- 2014: Criminal Minds (Fernsehserie, Episode 10x08)
- 2014: Mi$Match (Fernsehfilm)
- 2014: Henry Toy (Kurzfilm)
- 2015: Hawaii Five-0 (Fernsehserie, Episode 5x21)
- 2015: Die Jupiter Apokalypse – Flucht in die Zukunft (Earthfall) (Fernsehfilm)
- 2015: Lost Angels (Fernsehserie, Episode 1x01)
- 2016: Relationship Status (Fernsehserie, 2 Episoden)
- 2017: Beta
- 2017: The Choosing (Kurzfilm)
- 2017–2018: Hap and Leonard (Fernsehserie, 10 Episoden)
- 2018: Fear the Walking Dead (Fernsehserie, 5 Episoden)
- 2018: Gags The Clown
- 2018: Deadwax (Fernsehserie, 7 Episoden)
- 2018: Country Christmas Album (Fernsehfilm)
- 2020: Walkaway Joe